# Pierre-Georges Castex
Pierre-Georges Castex (* 20. Juni 1915 in Toulouse; † 9. Dezember 1995 in Paris) war ein französischer Romanist und Literaturwissenschaftler.

## Leben und Werk
Castex war Schüler der École normale supérieure, 1938 Agrégé, dann Gymnasiallehrer in Beauvais (1938–1942) und Saint-Maur (1942–1946).  Von 1946 bis 1947 war er Assistent an der Sorbonne und habilitierte sich dort mit der Thèse Le Conte fantastique en France de Nodier à Maupassant (Paris 1951, 1987, 1994). Von 1947 bis 1956 lehrte er an der Universität Lille und von 1956 bis 1982 war er Professor für moderne Literatur an der Sorbonne. 1974 wurde er in die Académie des sciences morales et politiques gewählt, 1984 zu ihrem Präsidenten.
Castex publizierte vollständige Ausgaben von Auguste de Villiers de L’Isle-Adam und Honoré de Balzac. Er war aber vor allem bekannt als Mitautor des „Castex-Surer“ (Verlag Hachette), einer in der zweiten Hälfte des 20. Jahrhunderts in Schulen und Universitäten viel benutzten Literaturgeschichte mit dem Titel Manuel des études littéraires françaises (zusammen mit Paul Surer und Georges Becker), 6 Bände, Paris 1946–1953, Ausgabe in 2 Bänden, Paris 1954, zuletzt 1992–1993; Ausgabe unter dem Titel.Histoire de la littérature française, Paris 1974, 1977, 1984.

## Weitere Werke
- Anthologie du conte fantastique français. Paris 1947, 1963, 1987, 2003.
- Alfred de Vigny, l’homme et l’œuvre. Paris 1952, 1958, 1961, 1969.
- Albert Camus et „l’Étranger“. Paris 1965, 1986.
- Baudelaire critique d’art. Etude et album. Paris 1969.
- Horizons romantiques. Paris 1983, 1989.